# Коцарев Олександр Вікторович
Олександр Вікторович Коцарев (11 березня 1955, смт Тьоткіно, Курська обл., РФ) — український художник, майстер пейзажного живопису. Член Національної спілки художників України (2008). Батько письменника Олега Коцарева.

## Життєпис
Народився 11 березня 1955 року в селищі Тьоткіно Курської області.
Живе і працює у Харкові.
Закінчив Харківське художнє училище (1980; викладачі Ю. Киянський, П. Шигимага).
Працював художником-оформлювачем на заводі тракторних двигунів (від 1984).
З 1992 року обіймає посаду завідувача сектору реклами Харківського художнього музею.
Бере участь у діяльності творчого об'єднання «Слобожанське буриме». Активний учасник і співорганізатор культурно-мистецької акції «Шляхами Васильківського: погляд через століття» (з 2004).
Учасник обласних, регіональних і всеукраїнських художніх виставок. Персональні виставки: Пархомівський історико-художній музей (Харківська обл.; 1992), Будинок вчених (Харків; 2005), Харківський художній музей (2019).
Твори художника зберігаються у Харківському, Дрогобицькому (Львівська обл.), Лебединському (Сумська обл.) художніх музеях, Національному історико-етнографічному заповіднику «Переяслав» (Київська обл.), в приватних колекціях у Німеччині, Франції, Англії, США, Ізраїлі, Польщі, Чехії та інших країнах.
Лауреат першої премії за ескіз емблеми видавництва «Смолоскип» (2003).

## Творчість
Віктор Коцарев — один з яскравих представників сучасної харківської художньої школи. Улюблений жанр — пейзаж з архітектурним об'єктом. Працює в реалістичній манері, проте, як стверджує сам художник, у душі він — імпресіоніст, прагне передати настрій та враження від побаченого. У своїх полотнах художник оспівує красу української природи та самобутність українського міста. Улюблені місця — вулички старого Харкова (серія робіт «Старий Харків»), Наталівка, Шарівка, Святогір'я, Кам'янець-Подільський, Крим.

## Вибрані твори
«Осінь у Наталівці» (1992), «Алупка. Вечір» (1993), «Весняний Святогірськ» (1995), «Гурзуф» (1999), «Вечір. Харків», «Шарівка. Будинок сторожової варти» (обидва — 2000), «Палац у Мерчику» (2002), «Вечір на Ворсклі», «Охтирка. Церква на цвинтарі» (обидва — 2004), «Весняне різнотрав'я» (2005), «Будинок біля дороги» (2010), «Вхід до храму» (2011).